# Shawn C. Phillips
Shawn C. Phillips (* 23. September 1985 in Baltimore, Maryland) ist ein US-amerikanischer Schauspieler, Filmschaffender und Webvideoproduzent. Seit 2007 wirkte er in weit über 200 Filmproduktionen mit.

## Leben
Phillips wurde am 23. September 1985 in Baltimore als Sohn von Stephen John Phillips geboren. Als kleines Kind drehte er mit einigen seiner Freunde Kurzfilme, die er schließlich auf YouTube veröffentlichte. Er besuchte die Towson High School in Maryland.
Seit 2007 ist Phillips regelmäßig in verschiedenen Filmproduktionen als Darsteller in größeren und kleineren Rollen tätig. Für den 2012 erschienenen Film Treasure Chest of Horrors war er für die Produktion, die Regie und das Drehbuch zuständig. 2015 stellte er im Film Funnyface die Rolle eines Vloggers dar. 2020 folgten Besetzungen als Fred in Camp Blood 8 und Trey in Asteroid-a-Geddon – Der Untergang naht.

## Filmografie (Auswahl)

### Schauspiel
- 2010: President’s Day – Axe Massacre (President’s Day)
- 2011: Zombie Babies
- 2011: Witch's Brew
- 2011: Bloody Mary 3D
- 2012: Treasure Chest of Horrors
- 2012: Ghostquake (Haunted High)
- 2013: Treasure Chest of Horrors II
- 2013: Vampire Boys 2: The New Brood
- 2013: Ghost Shark – Die Legende lebt (Ghost Shark, Fernsehfilm)
- 2013: Disaster Wars: Earthquake vs. Tsunami
- 2014: Nazi Dawn
- 2014: Dysmorphia
- 2014: Director’s Cut
- 2015: Caesar and Otto's Paranormal Halloween
- 2015: Funnyface (#FunnyFACE)
- 2016: The Killer Robots! Crash and Burn
- 2016: Krampus: The Christmas Devil Returns
- 2017: Reyes
- 2017: Dead Ant – Monsters vs. Metal (Dead Ant)
- 2019: Die Zahnfee wird dich holen! (Toof)
- 2020: Camp Blood 8 (Camp Blood 8: Revelations)
- 2020: Asteroid-a-Geddon – Der Untergang naht (Asteroid-a-Geddon)
- 2021: Z Dead End
- 2021: Apex Predators
- 2022: ShadowMarsh

### Filmschaffender
- 2012: Treasure Chest of Horrors (Produktion, Regie, Drehbuch)